# Festung Spantekow

Lageplan der Festung Spantekow

Baugrundrisse der Festung Spantekow

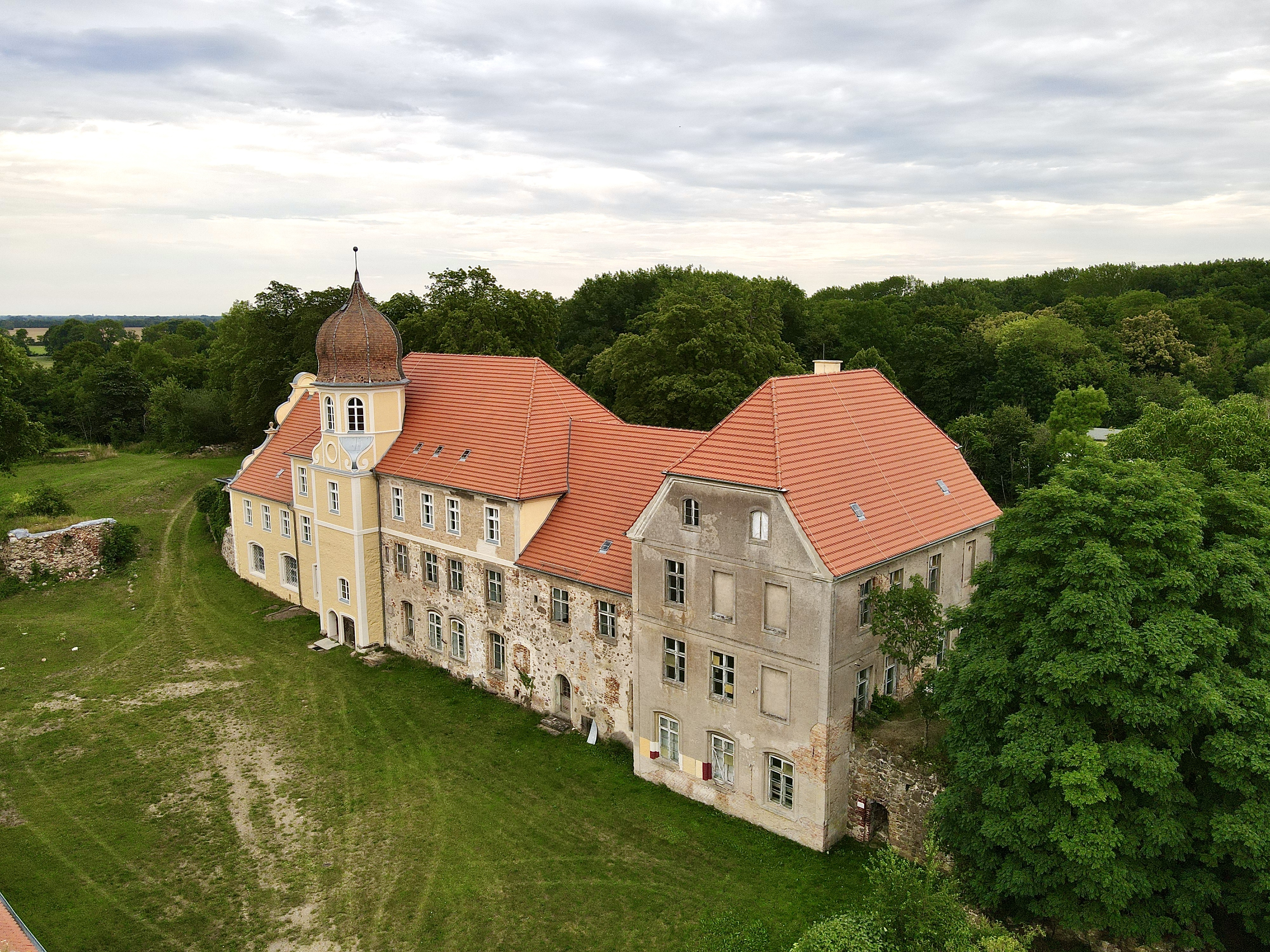
Burg Spantekow

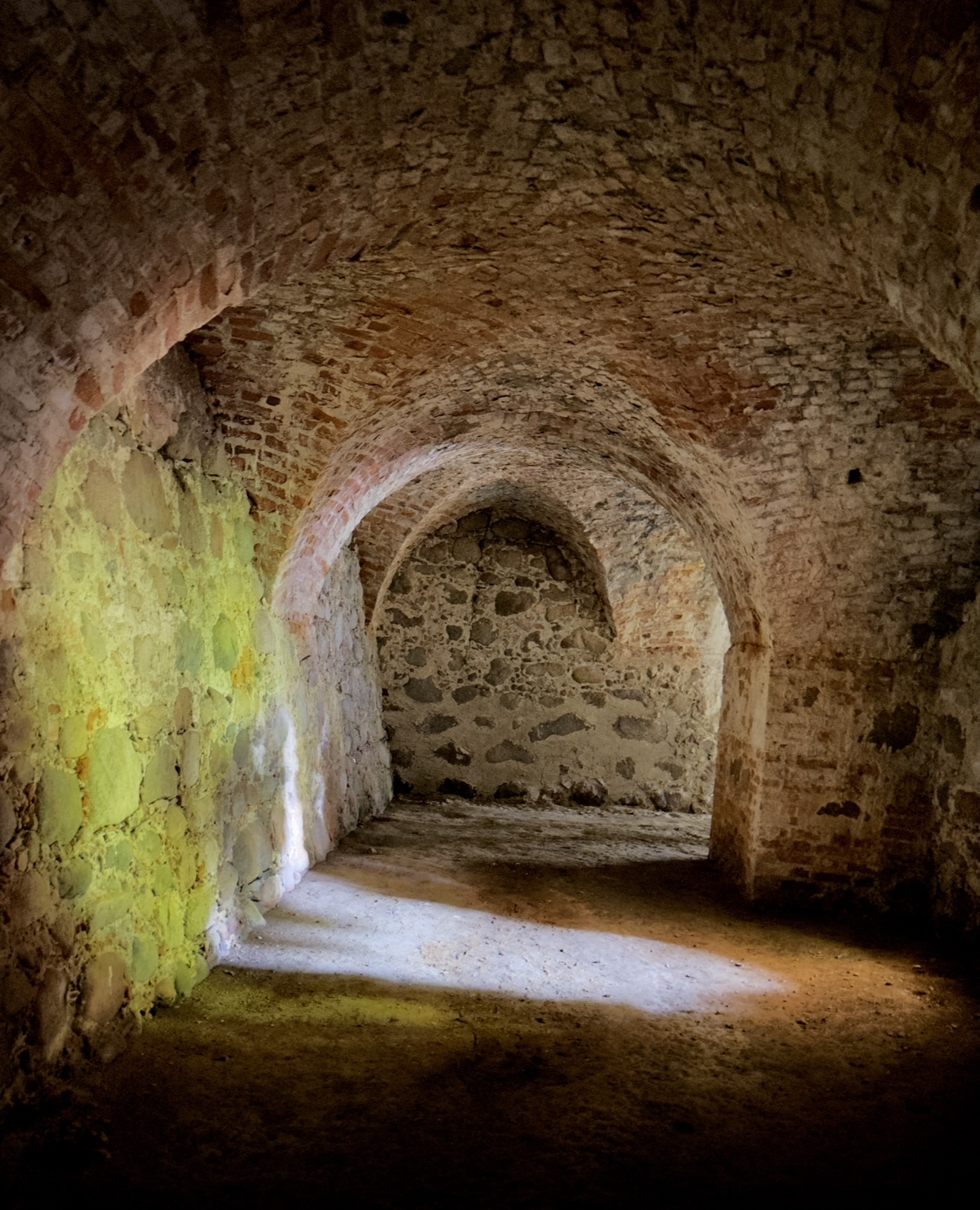
Burg Spantekow, Kasematte

Die Festung Veste Spantekow, die älteste und bedeutendste Renaissance-Burganlage Norddeutschlands, befindet sich im Dorf Spantekow, südwestlich von Anklam im Land Mecklenburg-Vorpommern. Sie umfasst eine Fläche von ungefähr vier Hektar.

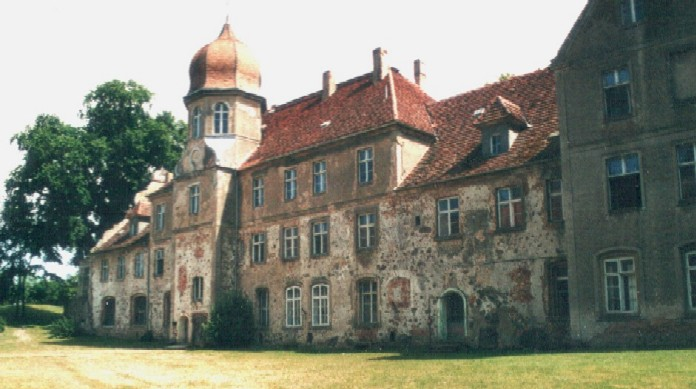
Hauptgebäude (Schloss)

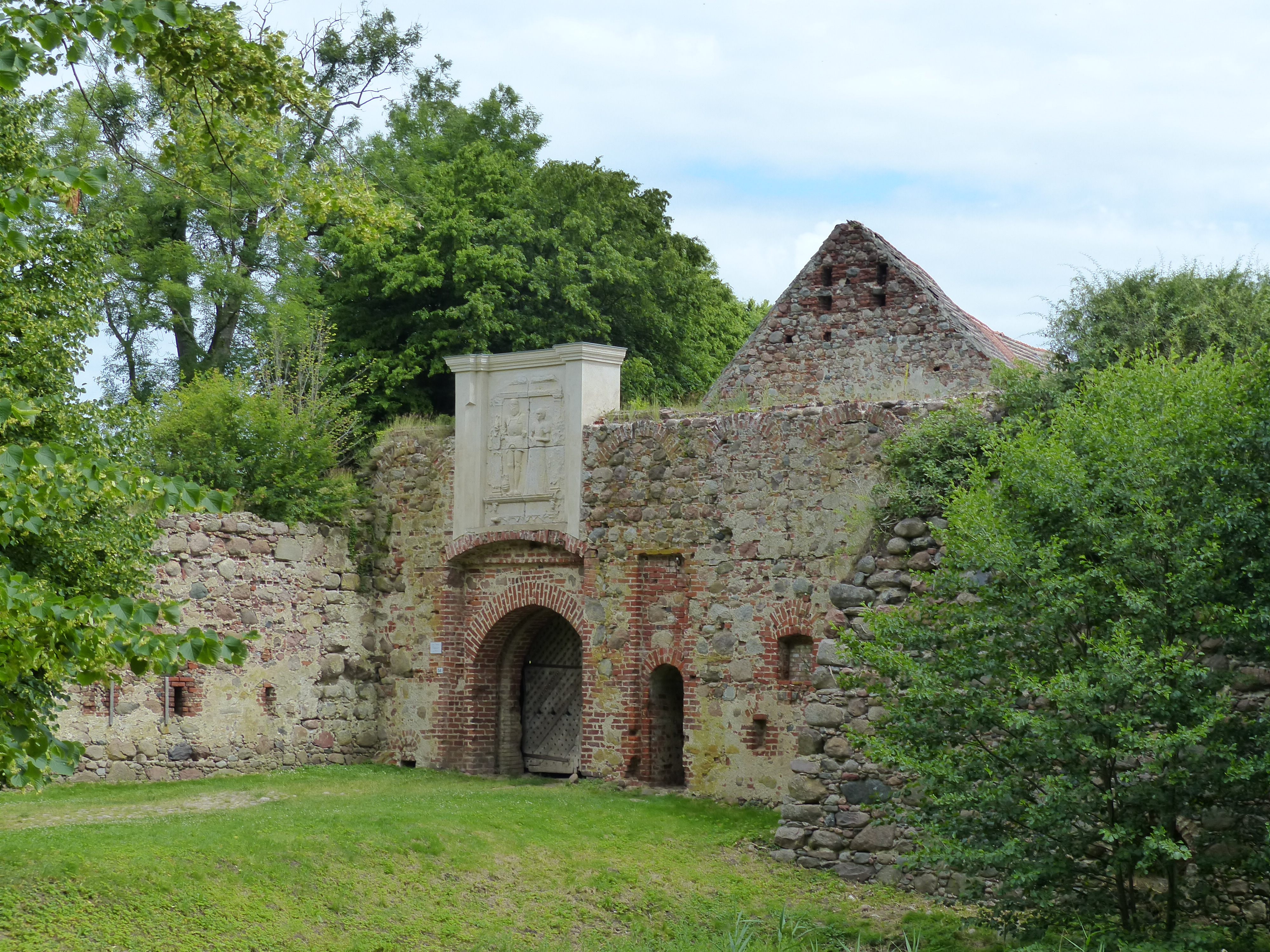
Blick auf das Torhaus der Festung

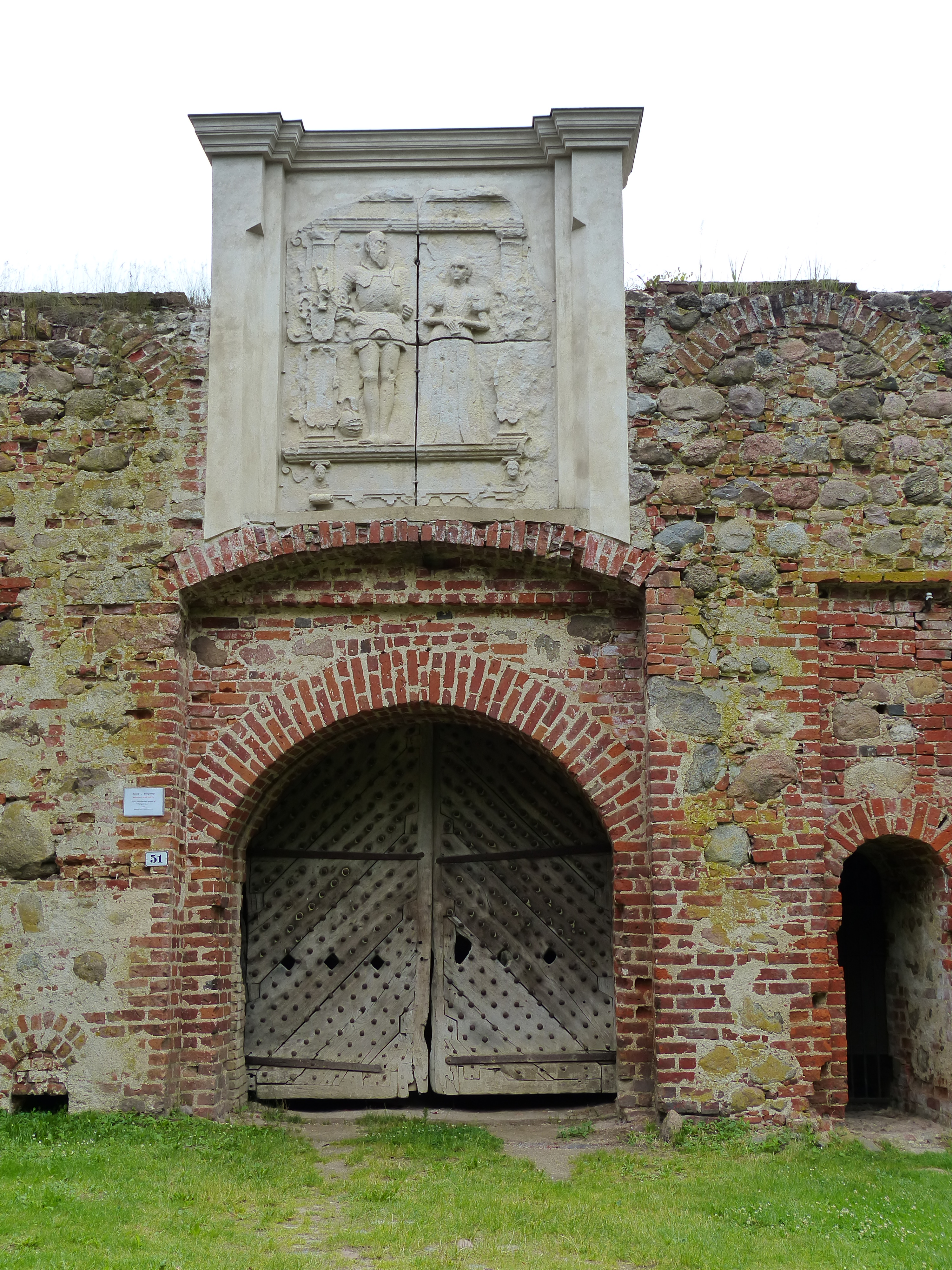
Torhaus mit Relief von Ulrich und Anna von Schwerin

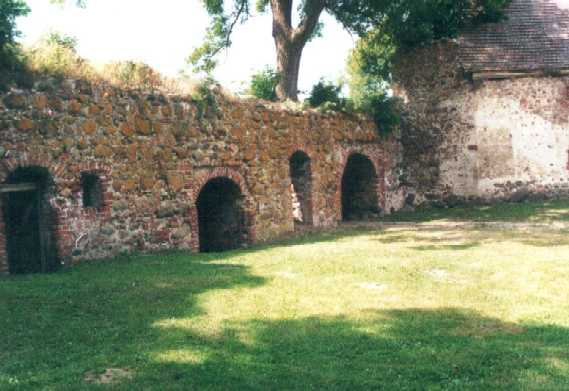
Hofansicht der Großen Kasematte

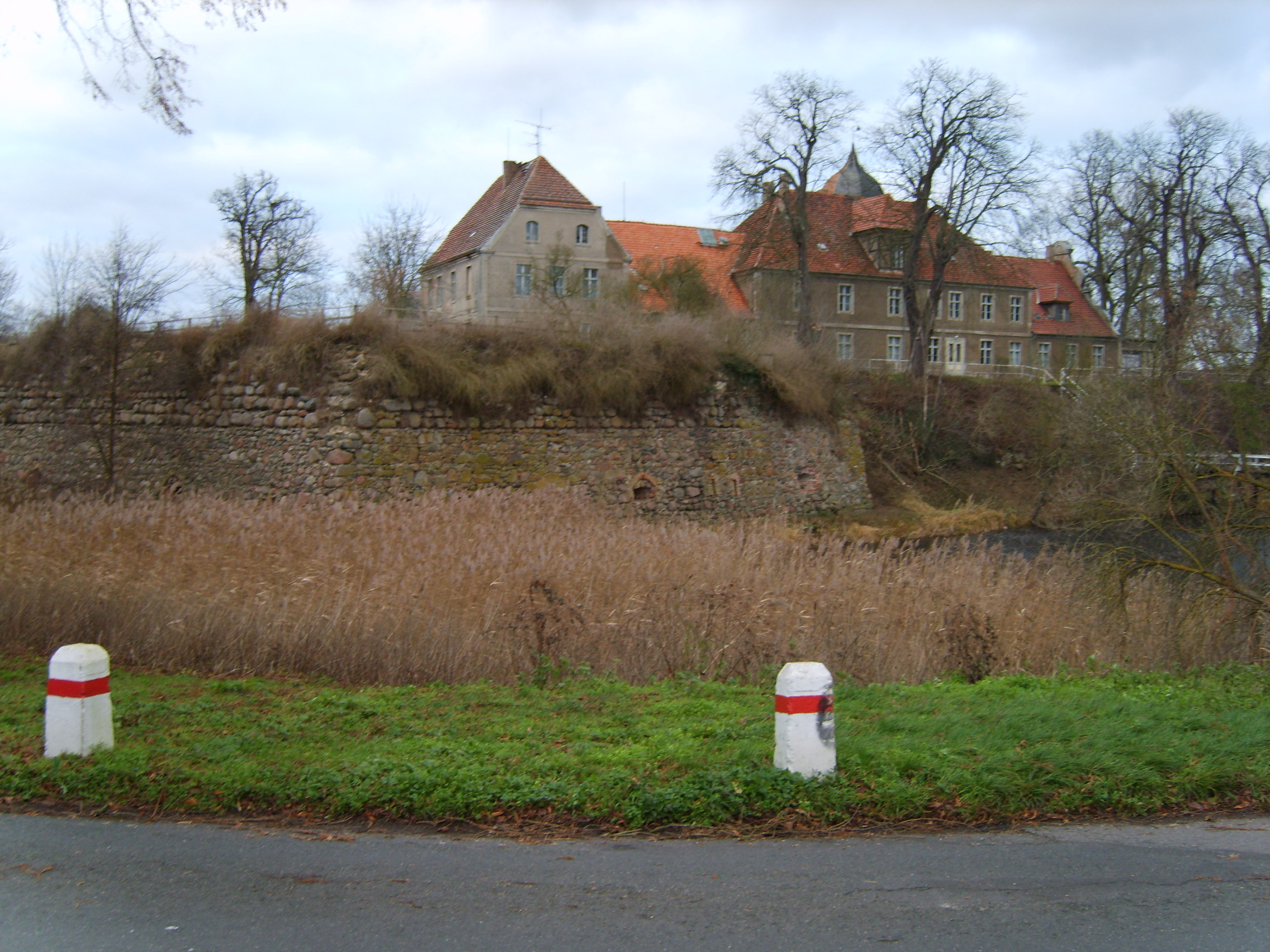
Festung Spantekow aus Osten mit Schloss und Kasematten

## Frühgeschichte
In einigen Bereichen der Festung, besonders den nördlichen, wurden bei verschiedenen Bau- und Grabungsmaßnahmen slawische Funde gesichert, die eine frühe Besiedlung des Areals dokumentieren.
Anfang des 14. Jahrhunderts waren die Söhne des Werner von Schwerin bereits im Besitz des „castrum Spantecowe“. 1338 ließen sich die Pommernherzöge das Vorkaufsrecht sichern, wenn die Familie von Schwerin die Burg veräußern wolle.
Auf dem nördlichen Gelände der heutigen Festung war bereits im frühen Mittelalter eine Ringburganlage, von der auch heute noch Mauerreste erhalten und gut sichtbar sind.

## Bau der Festungsanlage
Von 1558 bis 1567 ließen der Großhofmeister Ulrich von Schwerin und seine Frau Anna von Arnim das Hauptgebäude erbauen. Später wurde die Burg zur Festung (Veste) ausgebaut. Die Festung wurde als unregelmäßiges Viereck angelegt. Sie besitzt vorspringende Bastionen, die Wälle wurden mit Futtermauern begrenzt. Die Festung ist vollständig von einem wassergefüllten Wallgraben umgeben. Die Kasematten sind aus Feldsteinen mit Backsteinelementen gebaut. Dabei fällt auf, dass die Kasematten mit Backsteinen gemauert sind, die überwiegend das frühdeutsche Klosterformat haben, was darauf hindeutet, dass sie aus der alten Burgruine gewonnen wurden. Das Wirtschaftsgebäude ist mit der West- und südlichen Giebelseite an die Wälle und Kasematten angelehnt. Es besteht ebenfalls aus Feldsteinen mit Backsteinelementen. Das Gebäude ist eine Kombination aus Scheune, Stall, sowie Back- und Brauhaus. Es liegt parallel zum Schlossgebäude und ragt nur mit dem Dachbereich über den Wall hinaus. Südlich der Anlage ist der verwinkelte Torzugang mit Nebentür in die Kasematten eingebaut. Verwinkelt deshalb, um Angreifern nicht die Möglichkeit zu geben, geradlinig durch den Zugang zu schießen. Nördlich wurde der Festungshof durch die Reitbahn mit dem Kapellenanbau abgegrenzt. Das Schloss war durch einen unterirdischen Gewölbegang mit dem Wirtschaftsgebäude verbunden. Beide Gebäude sind ja unterkellert, das Wirtschaftsgebäude aber nur teilweise. Der Gang ist noch vorhanden, wie Grabungen ergaben, war aber in der Neuzeit verfüllt worden.
Das Schlossgebäude ist das erste Gebäude in Pommern, das die mittelalterlichen Bauformen gänzlich aufgegeben hatte, und hat deshalb in der Architekturgeschichte „epochemachende Bedeutung“ (wie Lemcke betont).
Nach dem Tod von Virigenz von Schwerin 1634 kam die Burg in den Besitz des schwedischen Grafen Erik Stenbock (1612–1659), dem Ehemann von Virigenz' Schwester Katharina von Schwerin (1619–1655). Während des Schwedisch-Brandenburgischen Krieges wurde Spantekow 1677 von brandenburgischen Truppen belagert und erobert. Kurfürst Friedrich Wilhelm v. Brandenburg befahl die Schleifung der Festung und ließ wichtige Festungswerke (Bastionen, Türme, Hauptgebäude) sprengen. Bei der Sprengung der Türme wurden Teile der Kasematten zerstört.
Vom Grundriss her blieb zwar der Festungscharakter erhalten, jedoch wurde Spantekow nun als Herrensitz genutzt. Wegen vorsätzlichem Treuebruch wurde 1715 der regierende Graf von Steenbock von König Friedrich Wilhelm I. von Preußen enteignet. 1720 wurde Spantekow schließlich Domäne in preußischem Staatsbesitz. Generalfeldmarschall Kurt Christoph Graf von Schwerin aus der vormaligen Besitzerfamilie klagte 1738 gegen den Landesherrn auf die Rückgabe von Spantekow an die Familie von Schwerin. Im Jahr 1748 brannte die Reitbahn mit angebauter Schlosskirche vollständig nieder, die Ruine wurde abgeräumt und die Gebäude auch nicht wieder aufgebaut. Heute finden sich von der Kirche nur noch Fundamentreste. Erst 1820 erwirkte der Landrat Heinrich Graf von Schwerin einen Kabinettbefehl von König Friedrich Wilhelm III., durch den eine rechtliche Entscheidung im Eigentumsstreit um Spantekow angeordnet wurde. Aber erst 1833, nach 199 Jahren in preußischem Besitz und einem Prozess von 99 Jahren, kamen Gut und Festung Spantekow wieder in Schwerinschen Familienbesitz. Außerdem zahlte Preußen den Grafen v. Schwerin noch eine Entschädigung von 40.000 Talern. Um eine weitere Teilung des Familienbesitzes zu verhindern, zahlte 1895 Albert Graf von Zieten-Schwerin die Familie aus. Sein Sohn Hans Bone von Schwerin wurde alleiniger Eigentümer von Spantekow.

## Patrimonialgericht Spantekow
Mit dem Gut Spantekow war die Patrimonialgerichtsbarkeit verbunden. Mit über 1500 Gerichtseingesessenen war das Patrimonialgericht Spantekow das zweitgrößte Patrimonialgericht im Bezirk des Oberlandesgerichts Stettin. Es umfasste die Dörfer Dennin, Drewelow, Japenzin, Rebelow, Spantekow und Strippow. 1838 wurden 1827 Gerichtseingesessene gezählt. Am Gericht waren ein Richter, ein Subalterner und ein Unterbeamter beschäftigt. Sitz der Gerichtes war die Festung Spantekow. Nach der Märzrevolution wurden die Patrimonialgerichte abgeschafft. Die Gerichtsfunktion des Patrimonialgerichts Spantekow ging damit auf das Kreisgericht Anclam über.

## Parkanlage
Östlich von Festung mit dem Herrenhaus wurde zwischen 1835 und 1880 laut den Messtischblättern ein Park angelegt. Er nennt sich „Kaiserkoppel“, ist aber überwiegend ein Bruchwald mit Weichholzbäumen im versumpften Gelände. Ein Teich mit Brückenverbindung, Wege und Freiflächen gliedern den Park. Im südwestlichen Teil befindet sich ein Denkmal der Schwerine und ein kleiner Friedhof der Familie. Die Verbindung zwischen Schloss und Park wurde durch eine schmale Brücke über den Festungsgraben gebildet.

## Naturschutz
Auf Grund eines bedeutenden Fledermaus-Winterquartiers in den Kasematten der Festung wurden diese zum FFH-Gebiet Wasserburg Spantekow erklärt.

## Nachkriegsnutzung
Nach dem Zweiten Weltkrieg wurde die Familie von Schwerin im Rahmen der Bodenreform 1945 enteignet. Nach der Gründung der DDR kam die Festungsanlage unter staatliche Verwaltung. Im Hauptgebäude auf der Festung, dem Schloss, wurde ein Altersheim eingerichtet. Die Festungsanlage wurde notdürftig unterhalten und zur musealen Besichtigung eingerichtet. 1964 kam die Festung in die Denkmalliste der DDR. In den 1980er Jahren wurden die Sandsteinreliefs über der Toreinfahrt zur Restaurierung abgebaut. Nach unbestätigten Informationen sollen die Reliefplatten durch Kopien ersetzt worden sein, um die Originale zu sichern. Sie waren schon sehr marode. Die Schriftfelder neben den Figuren der Erbauer waren kaum noch lesbar.
Nach der deutschen Wiedervereinigung kam die Festung zunächst unter Verwaltung der Treuhand. Das Altersheim wurde geschlossen und das Schloss stand längere Zeit leer. Auch die ganze Anlage verwilderte, wurde dann aber durch verschiedene Arbeitsbeschaffungsmaßnahmen aufgeräumt, gepflegt und zur Besichtigung hergerichtet. Es fanden während der Zeit auch verschiedene kleinräumige Grabungsmaßnahmen statt.
1999 kaufte Kaspar Freiherr von Harnier, der Enkel des letzten Schlossbesitzers vor der Enteignung von 1945, die Festung zurück. Das Schloss, Wirtschaftsgebäude, Festungswälle, das Torhaus, Bastionen, Kasematten und Reste der Ringburg sind erhalten. Mithilfe von Spenden und Fördermitteln soll eine Restaurierung ermöglicht werden. Das Gelände des Wasserschlosses kann besichtigt werden, nachdem es zwischenzeitlich einige Jahre gesperrt war.
Die Dachanlage des Wirtschaftsgebäudes mit einer Fläche von ca. 1200 m² wurde 2014 vollständig saniert. Die Sanierung des Burggebäudes begann im Jahr 2017. Die Burg ist bis Ende 2018 für die Öffentlichkeit gesperrt.